# EQ Tower
L'EQ Tower est un gratte-ciel résidentiel de 202 mètres construit en 2017 à Melbourne en Australie. 